# 국도 제304호선 (중국)
국도 제304호선(중국어: 304国道)은 랴오닝성 단둥시와 내몽골 자치구의 훠린궈러시를 사이에 이어주는 총 연장 889 km의 거리를 가진 중화인민공화국의 일반 국도이다. 그리고 해당 도로는 아시안 하이웨이 1호선()의 일부로 구성되어 있다.

## 주요 경유지
주요 경로 및 거리는 다음과 같다.
| 주요 경로 및 거리 |           |
| \| 도시 \| 거리 (km) \| \| ----------------------------- \| --------- \| \| 랴오닝성 단둥시 \| 0 \| \| 랴오닝성 펑청시 \| 59 \| \| 랴오닝성 난펀구 \| 171 \| \| 랴오닝성 번시시 \| 211 \| \| 랴오닝성 선양시 \| 287 \| \| 랴오닝성 신민시 \| 344 \| \| 랴오닝성 장우현 \| 397 \| \| 내몽골 자치구 커얼친 좌익후기 \| 460 \| \| 내몽골 자치구 퉁랴오시 \| 520 \| \| 내몽골 자치구 짜루터 기 \| 714 \| \| 내몽골 자치구 훠린궈러시 \| 889 \| |           |
| 도시 | 거리 (km) |
| 랴오닝성 단둥시 | 0         |
| 랴오닝성 펑청시 | 59        |
| 랴오닝성 난펀구 | 171       |
| 랴오닝성 번시시 | 211       |
| 랴오닝성 선양시 | 287       |
| 랴오닝성 신민시 | 344       |
| 랴오닝성 장우현 | 397       |
| 내몽골 자치구 커얼친 좌익후기 | 460       |
| 내몽골 자치구 퉁랴오시 | 520       |
| 내몽골 자치구 짜루터 기 | 714       |
| 내몽골 자치구 훠린궈러시 | 889       |

## 같이 보기
- 중화인민공화국의 일반 국도
- 아시안 하이웨이 1호선